# إشتفان كوفاتش (ممثل)
إشتفان كوفاتش (بالمجرية: Kovács István)‏ هو ممثل مجري، ولد في 7 مايو 1944 ببودابست في المجر.

## وصلات خارجية
- إشتفان كوفاتش على موقع IMDb (الإنجليزية)
- إشتفان كوفاتش على موقع روتن توميتوز (الإنجليزية)
- إشتفان كوفاتش على موقع قاعدة بيانات الفيلم (الإنجليزية)